# Nuoto ai Giochi della XXX Olimpiade - 400 metri stile libero femminili
La gara dei 400 metri stile libero femminili dei Giochi di Londra 2012 è stata disputata il 29 luglio e vi hanno preso parte 35 atlete in rappresentanza di 27 nazioni.
La francese Camille Muffat ha conquistato l'oro stabilendo il nuovo record olimpico in 4'01"45 e precedendo sul podio Allison Schmitt e Rebecca Adlington.

## Programma
| Data           | Ora (BST/UTC+1) | Turno    |
| -------------- | --------------- | -------- |
| 29 luglio 2012 | 11:23           | Batterie |
| 29 luglio 2012 | 20:18           | Finale   |

## Record
Prima di questa competizione, il record del mondo e il record olimpico erano i seguenti.
| Record mondiale | 3'59"15 | Federica Pellegrini Italia | 26 luglio 2009 Roma, Italia  |
| Record olimpico | 4'02"19 | Federica Pellegrini Italia | 10 agosto 2008 Pechino, Cina |

Durante l'evento è stato migliorato il seguente record:
| Data      | Evento | Atleta         | Nazione | Tempo   | Record          |
| --------- | ------ | -------------- | ------- | ------- | --------------- |
| 29 luglio | Finale | Camille Muffat | Francia | 4'01"45 | Record olimpico |

## Risultati

### Batterie
| Pos. | Atleta                 | Nazionalità   | Tempo   | Batt. | Corsia | Note             |
| ---- | ---------------------- | ------------- | ------- | ----- | ------ | ---------------- |
| 1    | Camille Muffat         | Francia       | 4'03"29 | 5     | 4      | Q                |
| 2    | Allison Schmitt        | Stati Uniti   | 4'03"31 | 5     | 5      | Q                |
| 3    | Coralie Balmy          | Francia       | 4'03"56 | 4     | 6      | Q                |
| 4    | Lauren Boyle           | Nuova Zelanda | 4'03"63 | 5     | 2      | Q                |
| 5    | Lotte Friis            | Danimarca     | 4'04"22 | 5     | 6      | Q                |
| 6    | Brittany MacLean       | Canada        | 4'05"06 | 4     | 2      | Q                |
| 7    | Federica Pellegrini    | Italia        | 4'05"30 | 4     | 4      | Q                |
| 8    | Rebecca Adlington      | Gran Bretagna | 4'05"75 | 3     | 4      | Q                |
| 9    | Melanie Costa Schmid   | Spagna        | 4'06"75 | 5     | 7      |                  |
| 10   | Chloe Sutton           | Stati Uniti   | 4'07"07 | 3     | 5      |                  |
| 11   | Kylie Palmer           | Australia     | 4'07"27 | 4     | 5      |                  |
| 12   | Bronte Barratt         | Australia     | 4'07"99 | 5     | 3      |                  |
| 13   | Mireia Belmonte García | Spagna        | 4'08"23 | 3     | 6      |                  |
| 14   | Shao Yiwen             | Cina          | 4'08"41 | 4     | 3      |                  |
| 15   | Andreína Pinto         | Venezuela     | 4'08"45 | 4     | 1      |                  |
| 16   | Éva Risztov            | Ungheria      | 4'09"08 | 3     | 7      |                  |
| 17   | Boglárka Kapás         | Ungheria      | 4'10"01 | 5     | 1      |                  |
| 18   | Savannah King          | Canada        | 4'10"93 | 4     | 7      |                  |
| 19   | Li Xuanxu              | Cina          | 4'10"95 | 3     | 3      |                  |
| 20   | Camelia Potec          | Romania       | 4'11"43 | 3     | 1      |                  |
| 21   | Joanne Jackson         | Gran Bretagna | 4'11"50 | 3     | 2      |                  |
| 22   | Wendy Trott            | Sudafrica     | 4'11"63 | 3     | 8      |                  |
| 23   | Nina Rangelova         | Bulgaria      | 4'11"71 | 2     | 3      |                  |
| 24   | Kristel Köbrich        | Cile          | 4'12"02 | 2     | 5      |                  |
| 25   | Elena Sokolova         | Russia        | 4'12"19 | 5     | 8      |                  |
| 26   | Aya Takano             | Giappone      | 4'12"33 | 2     | 4      |                  |
| 27   | Julia Hassler          | Liechtenstein | 4'12"99 | 2     | 2      |                  |
| 28   | Susana Escobar         | Messico       | 4'14"78 | 2     | 6      |                  |
| 29   | Natthanan Junkrajang   | Thailandia    | 4'16"45 | 2     | 8      |                  |
| 30   | Lynette Lim            | Singapore     | 4'18"64 | 2     | 1      |                  |
| 31   | Grainne Murphy         | Irlanda       | 4'19"07 | 4     | 8      |                  |
| 32   | Mojca Sagmeister       | Slovenia      | 4'21"55 | 1     | 4      |                  |
| 33   | Andrea Cedrón          | Perù          | 4'24"18 | 1     | 5      |                  |
| 34   | Kim Ga-Eul             | Corea del Sud | 4'43"46 | 2     | 7      |                  |
| 35   | Jennet Saryýewa        | Turkmenistan  | 5'40"29 | 1     | 3      | Record nazionale |

### Finale
| Pos.    | Atleta              | Nazionalità   | Tempo   | Corsia | Note                |
| ------- | ------------------- | ------------- | ------- | ------ | ------------------- |
| Oro     | Camille Muffat      | Francia       | 4'01"45 | 4      | Record olimpico     |
| Argento | Allison Schmitt     | Stati Uniti   | 4'01"77 | 5      | Record panamericano |
| Bronzo  | Rebecca Adlington   | Gran Bretagna | 4'03"01 | 8      |                     |
| 4       | Lotte Friis         | Danimarca     | 4'03"98 | 2      |                     |
| 5       | Federica Pellegrini | Italia        | 4'04"50 | 1      |                     |
| 6       | Coralie Balmy       | Francia       | 4'05"95 | 3      |                     |
| 7       | Brittany MacLean    | Canada        | 4'06"24 | 7      |                     |
| 8       | Lauren Boyle        | Nuova Zelanda | 4'06"25 | 6      |                     |